# Monte Udalaitz
Udalaitz o Udalatx (forma raccomandata dall'Euskaltzaindia, l'accademia della lingua basca), è una montagna situata tra le province di Gipuzkoa e Biscaglia, nei Paesi Baschi (Spagna), con una altitudine di 1119,5 m.

## Descrizione
Appartenente al massiccio dell'Udala, si allinea perfettamente con le creste dei monti Amboto e Aramotz come se fosse un grande muro rotto. La sua sommità, con diverse vette che le conferiscono l'aspetto di una catena montuosa, fa parte del paesaggio dei monti del Duranguesado, sebbene sia un po' separata da essi.
Come i suoi fratelli, è un'immensa massa di roccia calcarea molto compatta e di colore grigio chiaro, contenente i resti di barriere coralline e grandi conchiglie della sottoclasse "Heterodonta" e della famiglia delle Ostreidae. Si trova tra la provincia di Gipuzkoa e Biscaglia, la linea di demarcazione passa per la sua sommità e sopra il comune di Mondragón.
Nella sua falda gipuzkoana si trova il borgo di Udala che dà il nome alla montagna, Udala Aitz, "roccia di Udala" e da dove parte la via principale di ascesa da Mondragon. La cima che si vede da Mondragón (1073 m), non è la vetta della montagna, che si trova verso la Biscaglia, dove è stata posta una grande croce. Vicino ad essa, seguendo il sentiero per la vetta, troviamo i ruderi di una vecchia chiesa. È il santuario della Assunzione. La costruzione di questo santuario si deve agli eremiti, che hanno scelto questo luogo per dedicarsi meglio a Dio, lontano dalla vita mondana. Già nel 1570 Esteban de Garabay ha descritto questa chiesa. Si dice che San Valerio, vescovo di Saragozza, visse e morì in questo luogo nel IV secolo.
Superato questo luogo inizia una piccola cresta che ci porterà in cima, segnalata da una croce (come la maggior parte dei monti baschi) e con una tavola di orientamento. La vista dalla vetta è spettacolare.
Ai piedi della cresta, appena sotto la vetta, c'è una piccola grotta che funge da rifugio ed è attrezzata per riposarsi e mangiare, un ingegnoso sistema di raccolta dell'acqua alimenta un piccolo deposito che funge da fonte.
Le pendici nord ed est sono ripide, a nord c'è il percorso da Campazar. Nelle vicinanze, scendendo verso ovest, troviamo il punto in cui si confinano le tre province che compongono i Paesi Baschi. Questo punto è chiamato Besaide (554 m), e c'è un monumento agli alpinisti defunti, insieme a un altro commemorativo. È molto apprezzato da tutti gli appassionati di montagna dell'Euskal Herria.
Al vertice del Udalaitz c'è un vertice geodetico di primo ordine.